# ویچا (پروکوپیه)
ویچا (به صربی: Viča) یک منطقهٔ مسکونی در صربستان است که در صربستان واقع شده‌است. ویچا ۸۱ نفر جمعیت دارد.